# Biebrowo

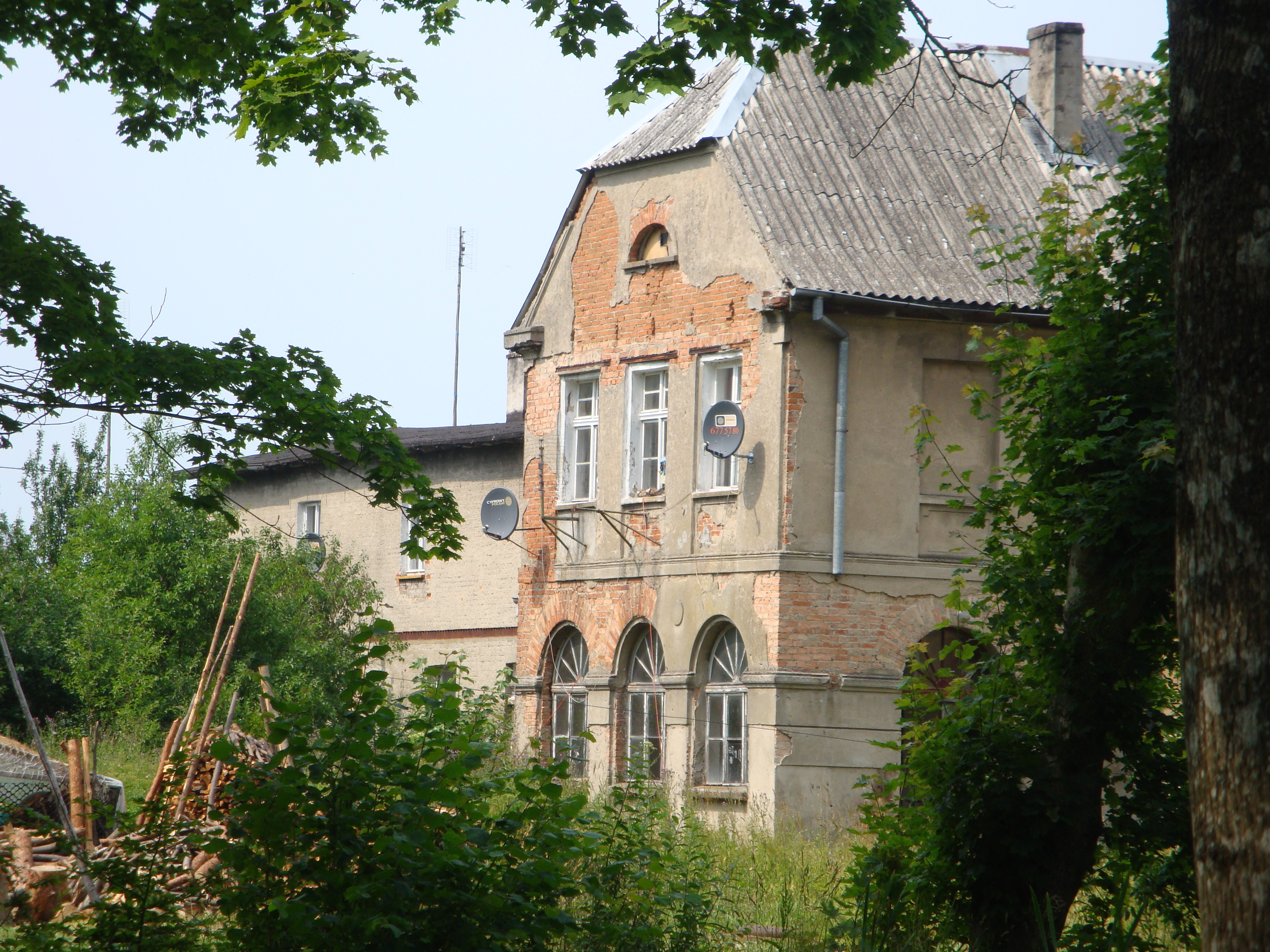
Biebrowo (2010)

Biebrowo (deutsch Bebbrow) ist ein Dorf der Landgemeinde Choczewo bei Łeba in der polnischen Woiwodschaft Pommern.

## Geographische Lage
Biebrowo liegt in Hinterpommern, etwa 16 Kilometer östlich von Łeba (Leba) und 27 Kilometer nördlich von Lębork (Lauenburg i. Pom.). Nachbarorte sind Kopalino (Koppalin) und Lubiatowo (Lübtow) im Nordosten und Słajszewo (Schlaischow) im Südwesten.
Das Dorf liegt an einer Chaussee, die bei Kurowo (Korow) von der Wojewodschaftsstraße 213 in Richtung Norden abzweigt. Die nächste Bahnstation befindet sich in Kurowo.

## Geschichte
Die Ortschaft  war ursprünglich ein Rittergut, Bebbrow genannt. Um 1780 gab es in Bebbrow ein Vorwerk, fünf Kossäten und insgesamt zehn Feuerstellen (Haushalte). Das Vorwerk befand sich im Besitz der Familie Somnitz. Besitzer war um 1780 Franz Christoph von Somnitz, Preußischer Erbkämmerer von Hinterpommern und Cammin.
Der Gutsbezirk  Bebbrow umfasste um 1866 eine Fläche von 171,61 Morgen. Besitzer des Ritterguts Bebbrow  war um 1867 Otto Krause, der 1875 Amtsvorsteher des Amtsbezirks Sassin wurde und um diese Zeit auch Vogt der Strandvogtei Bebbrow war, die von der Grenze des Regierungsbezirks Danzig bis zur Stilower Bake reichte.
In Bebbrow wurde neben Land- und Forstwirtschaft auch Fischerei in dem bei dem Dorf gelegenen Bebbrow-See betrieben.
Bis 1945 gehörte Bebbrow zur Gemeinde Schlaischow im Landkreis Lauenburg i. Pom., Regierungsbezirk Köslin, der Provinz Pommern des Deutschen Reichs.
Gegen Ende des Zweiten Weltkriegs wurde die Region im Frühjahr 1945 von der Roten Armee besetzt. Danach wurde Bebbrow zusammen mit ganz Hinterpommern unter polnische Verwaltung gestellt. Anschließend  begann im Dorf die Zuwanderung polnischer Zivilisten. Bebbrow wurde in Biebrowo umbenannt. In der darauf folgenden Zeit wurden die Alteinwohner Bebbrows vertrieben.
Am 31. Dezember 2009 wurden in dem Dorf 113 Einwohner gezählt.

## Bevölkerungsentwicklung
| Jahr | Einwohner | Anmerkungen           |
| ---- | --------- | --------------------- |
| 1854 | 84        | [ 7 ]                 |
| 1864 | 106       | [ 8 ]                 |
| 1871 | 107       | sämtlich Evangelische |
| 1905 | 92        | [ 10 ]                |
| 2009 | 113       |                       |

### Kirche
Die vor 1945 im Gutsbezirk Bebbrow ansässige Bevölkerung war weitaus überwiegend evangelisch. In der Dorfgemeinde Schlaischow mit den drei Wohnorten Bebbrow, Schlaischow und Schlaischower Mühle gab es im Jahr 1925 insgesamt nur einen Einwohner katholischer Konfession. Für die Protestanten in Bebbrow war das evangelische Kirchspiel Zackenzin zuständig, für Katholiken das katholische Kirchspiel in Wierschutzin.